# Takashi Seki
Takashi Seki (関 貴史 Seki Takashi?,  nacido el 5 de junio de 1978 en Ibaraki) es un exfutbolista japonés. Jugaba de delantero y su último club fue el Tokyo Verdy de Japón.

## Trayectoria

### Clubes
| Club        | País  | Año  |
| ----------- | ----- | ---- |
| Tokyo Verdy | Japón | 2001 |